# PicoBSD
PicoBSD é uma versão de disco flexível do sistema operacional dependente do BSD, FreeBSD, no qual suas diferentes variações lhe permitem: acesso discado seguro, roteador sem disco, e um servidor conectado. E tudo isso em apenas um disquete padrão de 1.44MB. Ele roda em uma UPC mínima de 386SX com 8MB de memória de acesso aleatório (não precisa de disco rígido).
No FreeBSD 5, foi superado pela estrutura do NanoBSD.

## Utilidade
Com a flexibilidade que que FreeBSD fornece, e completo código-fonte disponível, qualquer um pode  construir uma pequena instalação realizando várias tarefas, incluindo (mas não limitado a):
- estação de trabalho sem disco
- solução de acesso discado portátil
- disco de demonstração personalizado
- controlador embutido (flash ou EEPROM)
- Firewall
- servidor de comunicação
- reposição p/ roteador comercial
- sistema de automação doméstica sem disco